# Walter Pach
Walter Pach (1883-1958) est un artiste peintre, critique, essayiste et historien d'art américain qui fit la promotion de l'art moderne et des avant-gardes durant la première moitié du XXe siècle.

## Biographie
Walter Pach est né à New York, son père était directeur d'un important studio photographique, la société Pach Brothers, fournisseur de la plupart des clichés destinés au Metropolitan Museum of Art. Devenu familier des questions artistiques, Pach intègre le City College of New York, et en sort diplômé en art en 1903. Il complète ses études à la New York School of Design sous la direction de Robert Henri, puis part faire deux voyages d'étude picturale en compagnie du peintre William Merritt Chase durant les étés 1903 et 1904.
En 1907, il est à Paris, fréquentant le cercle de Gertrude et Leo Stein, et de fait, découvre à leurs côtés, les nouvelles tendances artistiques qui émergent dans la capitale française. En 1908, il écrit un article sur Paul Cézanne qui est publié dans le Scribner's Magazine, puis il s'entretient avec Claude Monet, échange également publié dans ce même périodique. Entre 1908 et 1912, il rencontre à plusieurs reprises Auguste Renoir. Devenu l'assistant de Chase, il l'accompagne dans ses diverses sessions d'été lors d'une tournée européenne.
Durant les années 1909-1911, il entre en relation avec les membres de la « Section d'or », et se rend fréquemment à Puteaux : ce collectif d'artistes regroupe en un même lieu entre autres Albert Gleizes, les trois frères Duchamp, et Jean Metzinger. Durant l'été et l'automne 1912, Pach sert de lien entre ces artistes et Walt Kuhn, lequel est chargé de trouver des artistes européens susceptibles de participer à une vaste exposition internationale qui doit ouvrir à Manhattan — l'« Armory Show ». La même année, il se rend à Arezzo pour admirer les peintures de Piero della Francesca, considéré comme une source majeure de la révolution picturale en cours.
Pach est de retour à New York fin 1912 : il rejoint l'Association des peintres et des sculpteurs américains et le bureau de direction de l'Armory Show, exposition qui fut reprise à Chicago puis Boston (février-mai 1913) : il y expose quelques œuvres de sa création. Dans la foulée, il produit deux essais, l'un sur Odilon Redon et l'autre sur Raymond Duchamp-Villon.
Début 1914, il épouse Magdalene Frohberg, leur fils Paul naît la même année. Pach devient ensuite le conseiller artistique d'un couple de collectionneurs et mécènes, Walter et Louise Arensberg. C'est Pach qui, en 1915, présente aux Arensberg, le peintre Marcel Duchamp — ce dernier était présent lors de l'Armory Show, et leur amitié remontait à l'époque du groupe de Puteaux. Pach met en relation la galerie 291 d'Alfred Stieglitz, avec plusieurs artistes dont Gino Severini.
Avec la plupart des membres de l'Association des peintres et des sculpteurs américains, auxquels se joignent Walter Arensberg, Duchamp, mais aussi Man Ray, se monte à la fin 1916, la Society of Independent Artists (SIA) dont le but est là aussi, d'organiser pour le printemps 1917 une vaste exposition d'art international ouverte à tous et privilégiant un regard sur les avant-gardes. Après la démission de Duchamp et d'Arensberg, Pach s'éloigne pour un temps de la SIA.
En 1918, il donne des cours d'art moderne à l'Université de Californie à Berkeley — peut-être l'un des premiers cursus au monde sur ce sujet.
En 1922, il entame un séminaire à l'Université nationale autonome du Mexique, autour des arts premiers américains ; il rencontre à cette occasion José Clemente Orozco et Diego Rivera, avec qui il fonde la branche amérindienne de la SIA.
À partir de 1923, il commence à enseigner régulièrement pour l'Université de New York. Il produit cette année-là un essai majeur sur le peintre Georges Seurat et traduit en anglais un essai d'Élie Faure. En 1924, il publie une monographie en français sur Raymond Duchamp-Villon. En 1925, Pach a droit à sa première exposition personnelle organisée par la galerie de Joseph Brummer à Manhattan.
En 1928, son essai intitulé Ananias, or The False Artist publié chez Harper Brothers provoque des remous car il y dépeint les opportunistes et les magouilleurs d'un certain milieu de l'art.
En 1936, son essai sur Vincent Van Gogh lui permet de situer ce peintre comme une figure séminale de la modernité en art.
Durant les années 1940 et 1950, il poursuit son intense activité d'essayiste, abordant les questions fondamentales de la place et du rôle des musées d'art en Amérique, tout en continuant à défendre et promouvoir les artistes mexicains, dont Diego Rivera.

### Vie privée
En 1913, il épouse Magda Frohberg, le couple a un seul enfant, Raymond Peter Pach (1914-2008), entré au Conservatoire de Paris comme ténor, puis vendeur de voitures de luxe en Italie et enfin, constructeur de maisons.

## Essais disponibles en français
- Raymond Duchamp-Villon sculpteur, 1876-1918, Paris, J. Povolozky - Presses de l'imprimerie Crozatier, 1924.
- Renoir, traduction de Marie-Paule Leymarie, Paris, Nouvelles Éditions françaises - Imprimerie Baschet, 1958 [rééd. 1964, 1973].
- Une visite à Claude Monet. Giverny, novembre 1907, traduit par Patrice Cotensin, Paris, L'Échoppe, 2009,  (ISBN 978-2840682134).